# بهمن دارالشفایی
بهمن دارالشفایی (زادهٔ ۱۳۵۹، تهران) روزنامه‌نگار، مترجم و مستندساز ایرانی است.

## زندگی‌نامه
بهمن دارالشفایی در سال ۱۳۷۷ در رشته مهندسی صنایع دانشگاه صنعتی شریف شروع به تحصیل کرد. وی در مرداد ۱۳۸۱ وبلاگ آق بهمن را راه‌اندازی کرد، این وبلاگ بعدها و پس از انتخابات ریاست جمهوری سال ۱۳۸۸ به عنوان یکی از منابع بازتاب اخبار بسیار پرخواننده بود.
دارالشفایی در سال ۱۳۸۲ فعالیت مطبوعاتی خود را با همکاری با ضمیمه روزنامه همشهری به نام همشهری جهان که تحت سردبیری محمد قوچانی منتشر می‌شد، آغاز کرد و در آنجا به ترجمه مقاله پرداخت. پس از تأسیس روزنامه شرق به گروه بین‌الملل این روزنامه پیوست، وی هم‌چنین سابقه همکاری با روزنامه اعتماد ملی و مجله چلچراغ را در کارنامه دارد.
دارالشفایی پس از آن به بی‌بی‌سی فارسی پیوست و مدتی در قسمت وبگاه و رادیو بی‌بی‌سی فعالیت کرد. وی پس از استعفا از کار در بی‌بی‌سی فارسی به ایران بازگشت و به کار ترجمه و ادبیات پرداخت.

## دستگیری
دارالشفایی در بامداد روز چهارشنبه ۱۴ بهمن ۱۳۹۴ بازداشت شد.
وی در منزل مسکونی خود در تهران و با حکم شعبه ۲ دادسرای مقدس (اوین) دستگیر شد. محمدجواد ظریف، وزیر امور خارجه ایران که در کنفرانس بین‌المللی کمک به آسیب دیدگان جنگ سوریه در لندن به سر می‌برد، در مورد دلایل بازداشت دارالشفایی اظهار بی اطلاعی کرد. وی در ۴ اسفند ۱۳۹۴ آزاد شد.

## آثار

### فیلم‌شناسی
- جمعه‌های فرهاد، مستندی دربارهٔ فرهاد مهراد خواننده ایرانی[۱۶]